# آلف دالفین (بازیکن فوتبال)
آلف دالفین (انگلیسی: Alf Dolphin؛ 12 June 1889 – ۱۹۴۰ (۴۹−۵۰ سال)) بازیکن فوتبال اهل بریتانیا بود.
از باشگاه‌هایی که در آن بازی کرده‌است می‌توان به باشگاه فوتبال اولدهام اتلتیک، باشگاه فوتبال دارلینگتون، باشگاه فوتبال والسال، باشگاه فوتبال استوک‌پورت کانتی، باشگاه فوتبال ویموث، باشگاه فوتبال ردیچ یونایتد، باشگاه فوتبال نانیتون تاون، و باشگاه فوتبال نوتس کانتی اشاره کرد.